# Valdepiélago
Valdepiélago è un comune spagnolo di 382 abitanti situato nella comunità autonoma di Castiglia e León.